# کادوسیان

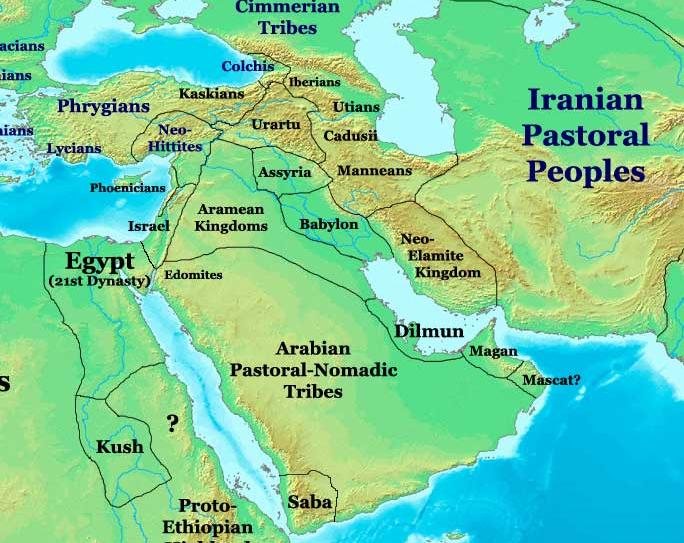
قلمرو کادوسی‌ها ۱۰۰۰ سال پیش از میلاد مسیح

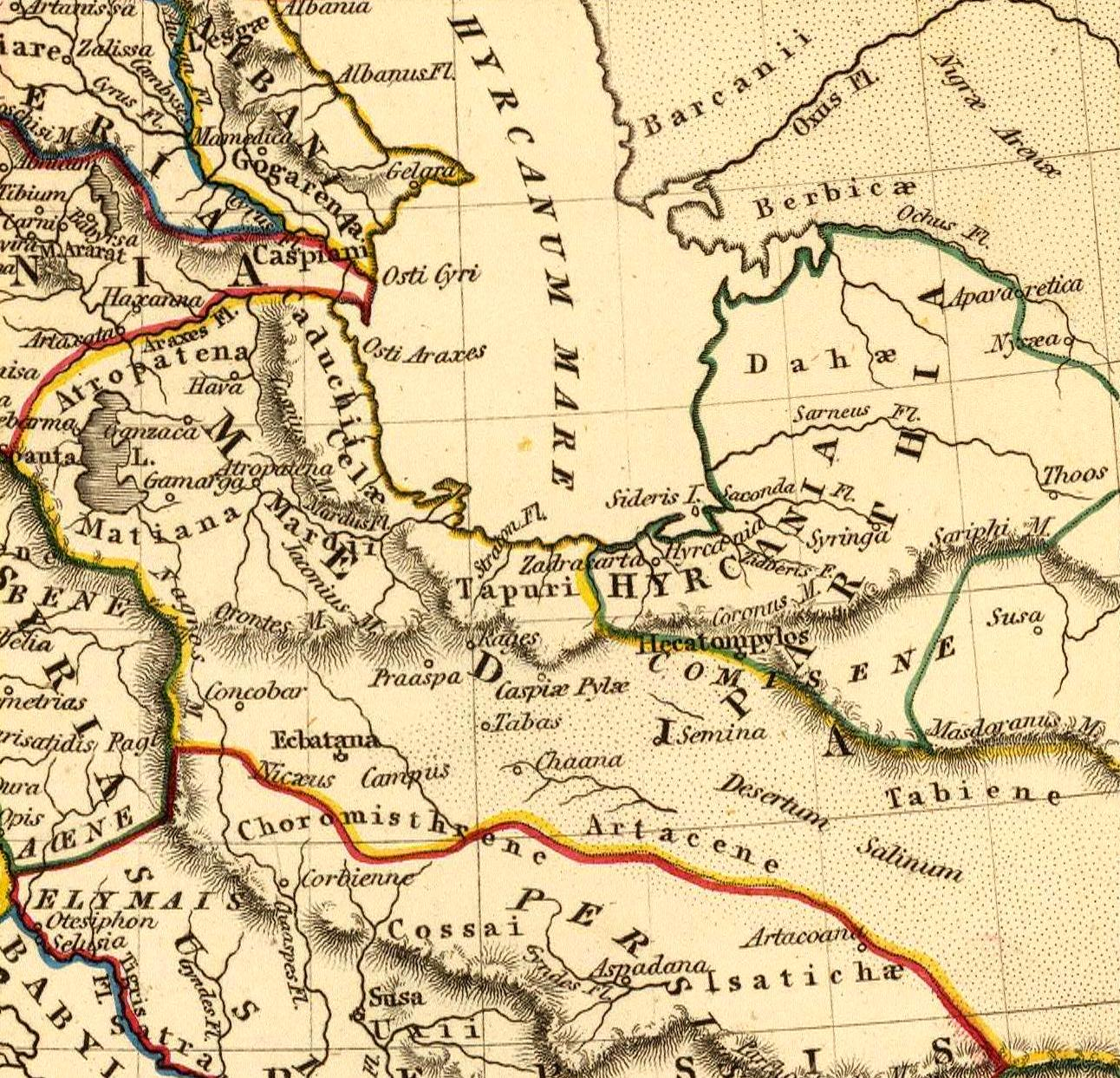
موقعیت کادوسیان در قرن دوم قبل از میلاد، در غرب سپیدرود

کادوسیان (به یونانی: Kαδoύσιοι) یا کادوس‌ها مردمانی ایرانی‌تبار با ریشه ماد یا سکایی بودند که در دورهٔ باستان در جنوب غرب و غرب دَریای کاسپیَن یعنی گیلان  و آذربایجان امروزی می‌زیسته‌اند. به عقیدۀ عدۀ کثیری از محققین باقی ماندۀ کادوس ها، تالشان کنونی هستند. به نظر رودیگر اشمیت در دانشنامهٔ ایرانیکا، آن‌ها از اقوام ایرانی‌تبار بودند. به‌گفتهٔ استفانوس بیزانتیوس در بین دریای کاسپین و دریای سیاه سکونت داشتند و بنا بر گفتهٔ استرابو، در کرانهٔ جنوب غرب دریای کاسپین و جنوب رود ارس، بین آلبانی در شمال و ماردی در شرق یعنی در بخش کوهستانی مادیه پیرامون پاراچوآتراس می‌زیستند. به گفته اعتمادالسلطنه منطقه کدوسرا در غرب رود سپیدرود برگرفته از نام قوم کادوسی می‌باشد.

## ریشه تاریخی

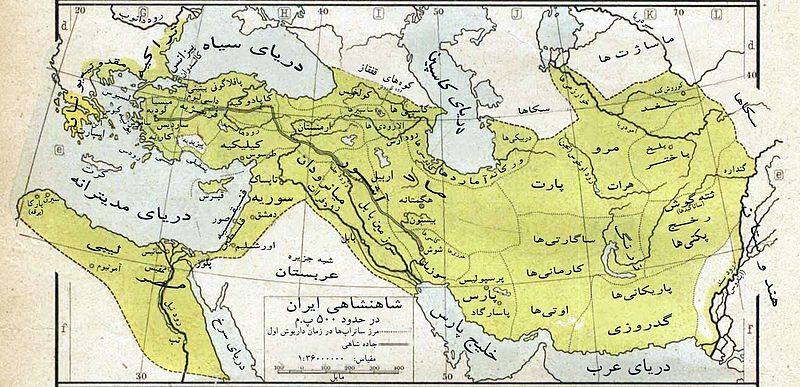
کادوسیان دز زمان هخامنشیان

کادوسی‌ها در اصل یک قبیله اولیه ماد بودند که در سواحل جنوب غربی دریای خزر ساکن بودند. به گفته تیتوس لیویوس مورخ عهد باستان کادوسی‌ها و مادها قومی یکسان بودند. بطلمیوس کادوس را بخشی از ماد معرفی می‌کند. به گزارش بطلمیوس کادوسی‌ها در کنار اقوام دربیک‌ها و گلائه در منطقه مارگیانا (جنوب قفقاز) سکونت داشتند. به گفته کتزیاس سرزمین کادوسیان بخشی از پادشاهی ماد بود ولی در اواخر سلطنت ماد در دوران حکومت آرته‌یِس (Arties) این ناحیه توسط فردی پارسی به نام پارسُد (Parsode) از سلطه دولت ماد جدا شد.
به اعتقاد جورج راولینسون کادوسی‌ها قومی آریایی هستند. به گفته برخی نویسندگان، کادوسی‌هایی که توسط هرودوت ذکر شده، به بربرهایی با منشأ سکایی اشاره دارد.
ویلیام اسمیت و برخی دیگر از نویسندگان منشأ قوم کادوسی را سکایی دانستند.
این مردمان در کنار گلائه‌ها، آماردها، ویتی، آناریاکه و دیگران ذکرشده و پرشمار، مهاجرت‌کننده و یغماگر توصیف شده‌اند. استرابو همچنین ذکر می‌کند که مارکوس آنتونیوس، در یک اردوکشی علیه پارتیان فهمید کادوسیان زوبین‌اندازها و پیاده‌نظامی عالی دارند و بنابراین با کسنوفون که آن‌ها را جنگاورترین می‌خواند هم‌نظر است. به نظر می‌رسد که فرضیهٔ غیر ایرانی و حتی ترک یا تاتار بودن کادوسی‌ها ناشی از خلط آن‌ها با آناریاکه‌ها بود که توسط استرابو و دیگران در کنار کادوسیان ذکر شده‌اند و به‌سبب ریشه‌شناسی نام آن قبیله غیر آریایی بود.
استرابون از اقوام کادوسی در کنار اقوام آماردها و تپوری به عنوان اقوام کوهستان نشین در شمال کشور یاد می‌کند. استرابو می‌نویسد: تمام مناطق این کشور به استثنای بخشی به سمت شمال که کوهستانی و ناهموار و سرد است و محل زندگی کوهنشینانی به نام کادوسی (Cadusii) و آماردی (Amardi) و تپوری (Tapyri) و سایر مردمان دیگراست، حاصلخیز است.
پولیبیوس در شرح نواحی شمالی سرزمین ماد از کادوسیان یاد می‌کند. به گفته پولیبیوس: از شمال با الیمایی‌ها، آناریاکه، کادوسی و ماتیانی احاطه شده‌است و مشرف بر قسمتهایی از پونتوس (Pontus) است که به دریای آزوف (Palus Maeotis) می‌پیوندند. خود سرزمین ماد (Media) دارای چندین زنجیره کوه از شرق به غرب است که بین آنها دشت‌های مملو از شهرها و روستاها قرار دارد.
پلوتارک، نویسندهٔ یونان باستان، کادوس را سرزمینی کوهستانی با راه‌های دشوار معرفی نمود که همیشه ابر آسمانش را پوشانده و در جنگل‌هایش سیب و گلابی خودرو می‌روید. استرابون، جغرافی‌دان یونانی زیستگاه کادوسیان را بلندی‌های کوهستانی بخش غربی و نیز قسمت جلگه ای گیلان می‌دانست. به گزارش سرهنری راولینسون کوهستان‌های شمالی و جنوبی درهٔ سپید رود، زیستگاه طوایف کادوسی به‌شمار می‌رفت.
به نظر می‌رسد که کادوسیان با دولت مرکزی هخامنشی، پیوسته مشکل داشته‌اند: می‌دانیم که در سال ۴۰۵ پیش از میلاد، در اواخر حکومت داریوش دوم شورشی رخ داده بود که تا شورش کوروش کوچک ادامه داشت و نیز موارد دیگر رخ داده‌است. به‌طور خاص، در مورد اردوکشی اردشیر دوم علیه کادوسیان در جریان شورش بزرگ ساتراپی در حدود سال۳۸۰ پیش از میلاد، شواهدی موجود است. این اردوکشی شکستی مفتضحانه بود و تنها مذاکرات دیپلماتیک توسط ساتراپ تیریبازوس عقب‌نشینی را ممکن کرد و خود شاه پیاده راه پیمود.
گفته شده که داریوش سوم در پی شکست دادن کادوسیان در نبردی تن به تن در جریان اردوکشی علیه آن قبیله در اولین سال‌های حکومت اردشیر سوم ساتراپ ارمنستان شده بود. کادوسیان به همراه مادها و دیگر شمالی‌ها در سپاه داریوش سوم می‌جنگیدند و به سوی مقدونیان در آربلا / گوگمل پیش می‌رفتند، گرچه ترکیب دقیق آن ارتش، در منابع متغیر ذکر شده‌است.
کادوسیان در زمان کورش بزرگ بخشی از سپاهیان هخامنشی را تشکیل می‌دادند و به کورش وفادار بودند. به گزارش پلوتارک اینان در میانهٔ پادشاهی هخامنشیان بر ایشان شوریده‌اند. در زمان چیرگی سلوکیان بر ایران اینان را در سپاه سلوکی نیز می‌بینیم. برای نمونه در نبرد رافیا با مصر کادوسیان بخشی از جنگجویان سلوکی بوده‌اند.
واپسین نشانه‌های از کادوسیان در زمان اشکانیان در تاریخ دیده می‌شود. می‌نماید که اینان در دیگر تیره‌های کرانهٔ دریای کاسپین حل شده‌باشند.

## ریشه نام
در زبان تالشی، کا به معنای خانه و دوس از واژه دوست داشتن آمده که مجموع آنها کلمۀ خانه دوست ها یا به منظور وطن پرستان را می دهد.

## کادوسیان در دوره آشوریان
کتزیاس از قوم کادوسی در کنار تپوری و هیرکانی به عنوان یکی از نواحی نام می‌برد که توسط نینوس پادشاه آشور فتح شدند. به گزارش کتزیاس: از سرزمین‌های واقع در دریا و دیگر سرزمین‌های هم‌مرز با آن‌ها، نینوس مصر و فنیقیه را تحت سلطه خود درآورد، سپس سیلسیرا، کیلیکیه، پامفیلیه و لیکیه، و همچنین کاریا، فریگیه و لیدیه. بعلاوه، او ترود، فریگیه را در هلسپونت، پروپونتیس، بیتینی، کاپادوکیه و همه ملل بربر که در سواحل پنتوس تا تنائیس ساکن هستند تحت کنترل خود قرار داد. او همچنین خود را حاکم سرزمین‌های کادوسی، تپوری، هیرکانی، درانگی، دربیکی، کارمانی، کورمنایی و بورکانی و پارت کرد. او هم به پارس و هم به سوزیانا و کاسپین حمله کرد، همان‌طور که می‌گویند، گذرگاه‌های بسیار تنگی وارد آن می‌شوند، به همین دلیل به عنوان دروازه‌های کاسپین شناخته می‌شوند. بسیاری از ملل کوچکتر دیگر را نیز تحت سلطه خود درآورد، که صحبت دربارهٔ آنها کار طولانی خواهد بود. اما از آنجا که حمله به باکتریا دشوار بود و شامل بسیاری از مردان جنگجو بود، پس از زحمت و تلاش بیهوده، او جنگ با باکتریا را به زمان دیگری موکول کرد و نیروهای خود را به آشور بازگرداند و مکانی را برای تأسیس یک شهر بسیار بزرگ انتخاب کرد.

## کادوسیان در دوران ماد

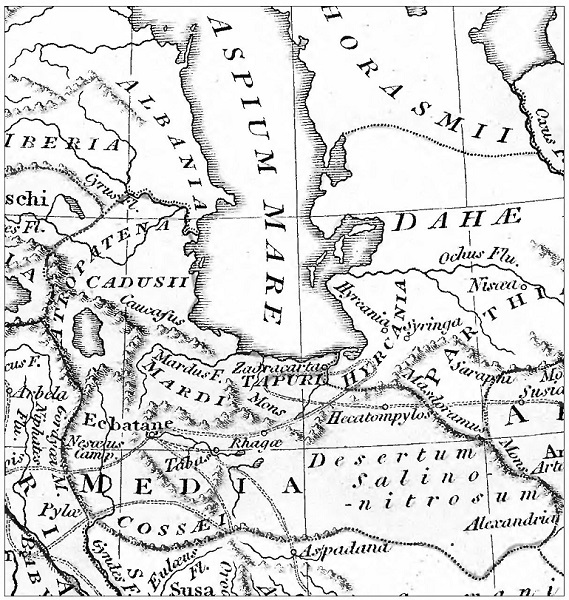
قلمروی کادوسیان در سرزمین ماد

به گفته کتزیاس، مادی‌ها در ابتدا سرزمین کادوسیان را در اختیار داشتند ولی در اواخر سلطنت ماد در دوران حکومت آرته‌یِس (Arties) این ناحیه توسط فردی پارسی به نام پارسُد (Parsode) از سلطه دولت ماد جدا شد چنان‌که در اواخر سلطنت هخامنشیان کادوسیان به نیم استقلالی رسیدند.
به گفته کتزیاس، آرته‌یِس (Arties) حاکم ماد چهل سال به حکومت پرداخت. در دوران سلطنت آرته‌یس جنگی بزرگ بین مادها و کادوسیان پیش آمد که منشأ این واقعه چنین است: فردی پارسی به نام پارسُد (Parsode) که از حیث دلاوری شجاعت معروف بود، نفوذی در دربار ماد یافت. بعد، چون از حکم شاه دربارهٔ خود رنجید، با سه هزار پیاده و هزار سوار نزد کادوسی‌ها رفت و خواهرش را به یکی از متنفذین کادوسی داد و مورد توجه کادوسیان قرار گرفت. پس از آن او مردم کادوسی را تحریک کرد که بر ماد شوریده و مستقل شوند و چون شنید شاه قشونی به قصد او فرستاده با دویست هزار تنگی را اشغال کرد. خود شاه به قصد سرکوب او با قشونی مرکب از هشتصد هزار نفر بیرون رفت و در جنگ شکست خورد و پنجاه هزار نفر در این جنگ کشته شدند و مابقی ارتش ماد را پارسُد (Parsode) از ولایت کادوسیان براند. پس از آن کادوسی‌ها او را شاه کادوس کردند و او همواره به ممالک ماد تجاوز کرده و به تاخت و تاز و غارت می‌پرداخت. بدین سبب کادوسیان هیچگاه مطیع اوامر ماد نگشته در این حال تا زمان کوروش که دولت ماد را منقرض کرد، باقی ماندند.
بنابر گفتهٔ کسنوفون، او هنگام مرگ، پسرش تانااوکسارس را به ساتراپی مادها، ارمنیان و کادوسیان گمارد.

## کادوسیان در دوران هخامنشی
کادوسیان در نبرد هخامنشیان و یونانیان شرکت داشتند و به همراه سکایی‌ها و مادها در یک جناح قرار داشتند و تحت فرماندهی آتروپات بودند. آریان مورخ یونانی ترکیب سپاه هخامنشی در جنگ گوگمل را چنین آورده‌است: باختری‌ها، سغدی‌ها و هندی‌های مجاور باختر به فرماندی بسوس والی باختر بودند. ساک‌ها که از سکاهای آسیایی و مستقلند ولی متحد داریوش می‌باشند و تحت فرماندهی ماباسس هستند. هندی‌های کوهستان تحت فرماندهی برسائت والی رخج بودند.
سوارهای پارتی، هیرکانی و تپوری تحت فرماندهی فراتافرن بودند. مادی‌ها، کادوسی‌ها و سکاها تحت فرماندهی آتروپات بودند. سکنه دریای سرخ را اُرُن‌توبات و آریوبرزن و اکسی‌نِس اداره می‌کردند. بر شوشی‌ها و اوکسیان اُگزاتر پسر آبولیتاس ریاست داشت و بر بابلی‌ها، سی‌تاکیان و بر کاریان، بوپار ریاست داشت. ارمنی‌ها به سرداری اُرونت و میثروس‌تِس بودند و کاپادوکی‌ها به سرداری آری‌آرسِس بودند و سل سوریان و بین‌النهرینی‌ها به فرماندهی مازه والی بابل بودند.
آریان در مورد آرایش جنگی چنین آورده‌است: در جناح چپ سواره نظام غربی و دهایی و رخجی صف بسته بودند و نزدیک آن سواره نظام و پیاده‌نظام پارسی که با هم مخلوط بودند. در جناح راست سل سوریان، اهالی میانرودان، مادی‌ها، پارتی‌ها، سکاها و پس از آن تپوری‌ها و هیرکانی‌ها ایستاده بودند. در قلب، داریوش با تمام خانواده و نجبای ایران قرار گرفته بود و هندی‌ها و کاریان و آناپاست‌ها و تیراندازان آمارد در اطراف او بودند.